# Cyril Shaps
Cyril Leonard Shaps (* 13. Oktober 1923 in Highbury, London; † 1. Januar 2003 in Harrow on the Hill, Middlesex) war ein britischer Schauspieler.

## Leben
Shaps wurde im Londoner East End als Sohn eines aus Polen stammenden jüdischen Schneiders geboren. Bereits im Alter von zwölf Jahren belegte Shaps Kurse an der London Broadcasting School und wirkte in  Werbespots für die Lebensmittelmarken O.L. Sauce und Quaker Oats auf Radio Lyons und Radio Luxembourg im Rundfunk mit. Obwohl er eigentlich schon immer Schauspieler werden wollte, arbeitete er zunächst als Büro- und Verwaltungsangestellter beim London County Council Ambulance Service und unterrichtete Schauspiel, Musik und Gesang beim Royal Army Education Corps. Nach seinem Ausscheiden aus der Armee erhielt er 1947 ein Stipendium für die Schauspielausbildung an der Royal Academy of Dramatic Art (RADA) in London. Er arbeitete zwei Jahre als Produzent und Ansager für die englischsprachige Radiostation Radio Holland in den Niederlanden, bevor er nach Großbritannien zurückkehrte.
Sein Debüt als Bühnendarsteller gab er in Guildford in einer Produktion der BBC Radio Repertory Company. Von 1952 bis 1954 trat er regelmäßig bei BBC Radio Repertory Company auf. Er wirkte bei zahlreichen Rundfunkproduktionen von Theaterstücken mit, wo er häufig alte Männer und Priester spielte, unter anderem als alter Diener Firs in Der Kirschgarten, als Friedensrichter Shallow in Heinrich IV., als Bruder Lorenzo in Romeo und Julia, als Polonius in Hamlet und als Canon Chasuble in The Importance of Being Earnest.
Shaps arbeitete seit den 1950er Jahren auch für den Film und das Fernsehen. Aufgrund seiner kleinen Körpergröße und seines rundlichen Gesichts wurde er fast ausschließlich als Charakterdarsteller und in prägnanten Nebenrollen eingesetzt; einem Rollengenre, dem er über 50 Jahre treu blieb. Er spielte 1den Barkeeper im Offiziersclub in dem Filmepos Lawrence von Arabien (1962), den Nachbarn Mr. Pinkus in dem Sozialdrama Herausgefordert (1967) und den Wissenschaftler Dr. Bechmann in dem James-Bond-Film Der Spion, der mich liebte (1977). In der Miniserie Jesus von Nazareth spielte er 1977 unter der Regie von Franco Zeffirelli den Vater eines von Dämonen besessenen Jungen. In der Miniserie Holocaust – Die Geschichte der Familie Weiss spielte er 1978 den aus Bremen stammenden KZ-Häftling Weinberg. 1994 übernahm er in der britischen Filmkomödie King George – Ein Königreich für mehr Verstand  die Rolle des kauzigen königlichen Hof- und Leibarztes Dr. Lucas Pepys (who „found the stool more eloquent than the pulse“), der ganz besessen ist, den Ursachen der Verfärbungen des königlichen Stuhlgangs und des Urins nachzuforschen. Diese Rolle hatte Shaps zuvor bereits von 1992 bis 1994 in dem der Verfilmung zugrunde liegenden Theaterstück Was, Was oder die Krankheit von König Georg III von Alan Bennett am National Theatre in London verkörpert. Ein intensives Rollenporträt gelang Shaps zuletzt 2002 als KZ-Opfer und alter Jude auf dem Sammelplatz in dem Holocaustfilm Der Pianist.
Shaps wirkte auch in zahlreichen britischen Fernsehserien mit. In Erinnerung bleibt besonders seine Rolle als portugiesischer Weinhändler Señor Braganza in der Fernsehserie Die Onedin-Linie.

## Filmografie
- 1957: Der Mann, den keiner kannte (Interpol)
- 1957: Eine Braut in jeder Straße (Miracle in Soho)
- 1958: Froschmann Crabb (The Silent Enemy)
- 1958: Passport to Shame
- 1959: Verrat im Camp 127 (Danger Within)
- 1959: Dicke Luft und heiße Liebe (SOS Pacific)
- 1960: Der Marder von London (Never Let Go)
- 1960: Die gestohlene Million (The Boy Who Stole a Million)
- 1961: Die Verfolger (The Pursuers, Fernsehserie, 1 Folge)
- 1961; 1962: Geheimauftrag für John Drake (Danger Man, Fernsehserie, 2 Folgen)
- 1962: Lawrence von Arabien (Lawrence of Arabia)
- 1963: Der Gehetzte von Soho (The Small World of Sammy Lee)
- 1966: Rasputin – Der wahnsinnige Mönch (Rasputin: The Mad Monk)
- 1966: Simon Templar (Fernsehserie, 1 Folge)
- 1967: Der Mann mit dem Koffer (Man in a Suitcase, Fernsehserie, 1 Folge)
- 1967: Herausgefordert (To Sir, with Love)
- 1969: Krieg im Spiegel (The Looking Glass War)
- 1970: Randall & Hopkirk – Detektei mit Geist (Randall & Hopkirk (Deceased), Fernsehserie, 1 Folge)
- 1970: Der Brief an den Kreml (The Kremlin Letter)
- 1970: Paul Temple – Der Apollo von Arezzo (Antique Death)
- 1971–1973: Die Onedin-Linie (The Onedin Line)
- 1972: Jason King
- 1972: Ein Fall für Scotland Yard (New Scotland Yard) (Fernsehserie)
- 1973: Kein Pardon für Schutzengel (The Protectors) (Fernsehserie)
- 1974: Die Akte Odessa (The Odessa Files) (Sprechrolle)
- 1975: Die Zuflucht (The Hiding Place)
- 1976: Die Füchse (The Sweeney, Fernsehserie, 1 Folge)
- 1977: Der Spion, der mich liebte (The Spy Who Loved Me)
- 1977: Jesus von Nazareth
- 1978: Holocaust – Die Geschichte der Familie Weiss (Holocaust)
- 1979: König Artus und der Astronaut (Unidentified Flying Oddball)
- 1979: Lawinenexpress (Avalanche Express)
- 1989: Erik, der Wikinger (Erik the Viking)
- 1991: Sherlock Holmes and the Leading Lady (Fernsehfilm)
- 1994: King George – Ein Königreich für mehr Verstand (The Madness of King George)
- 1999: The Clandestine Marriage
- 1999: Das Ende einer Affäre (The End of the Affair)
- 1999: Salomon und Gaenor (Solomon and Gaenor)
- 2002: Ernst sein ist alles (The Importance of Being Earnest)
- 2002: Der Pianist (The Pianist)